# Raúl Piris
Raúl Eduardo Piris (Asunción, Paraguay, 9 de diciembre de 1980) es un futbolista paraguayo. Se desempeña como defensa en el Guaireña FC de la Segunda División de Paraguay.

## Trayectoria
Raúl Piris es el hombre histórico del club Nacional. Fue campeón con la Academia de la Segunda División de Paraguay con 22 años. Además es el jugador con más partidos con la tricolor en el torneo continental y en superar los 300 partidos con la camiseta del club.
Piris llegó al Club Nacional con tan solo 16 años y nunca más se fue. Conseguiría su primer título logrando el ascenso a la máxima categoría del fútbol paraguayo en el año 2003. Desde entonces se ha consagrado como una de las figuras del equipo en donde actualmente se encuentra como el capitán. En el año 2009 consiguió el Torneo Clausura. En el 2011 consigue un nuevo título, esta vez el Torneo Apertura de aquel año. En 2013 consigue su cuarto título con el club siendo siempre uno de los referentes del equipo, conseguía nuevamente el Torneo Apertura.
En 2014 y como resultado del campeonato conseguido el año anterior, Nacional jugaría por octava vez en su historia la Copa Libertadores de América, intentando superar la instancia de grupos por primera vez en su historia. No solo conseguiría eso sino que llegó hasta la tan ansiada final frente al Club Atlético San Lorenzo de Almagro de Argentina. Piris tuvo una destacada actuación en las dos finales y en la copa en sí, pero no lograron obtenerla ya que perderían la final con un global de 2-1 y obtendrían el subcampeonato de la tan anhelada copa. En el 2016 fue desvinculado de Nacional y pasando a jugar por el River Plate de Asunción que compite en la primera división de Paraguay.

## Clubes
| Club         | País     | Año           |
| ------------ | -------- | ------------- |
| Nacional     | Paraguay | 1998 - 2015   |
| River Plate  | Paraguay | 2016          |
| 3 de Febrero | Paraguay | 2017          |
| Guaireña FC  | Paraguay | 2018-presente |

## Palmarés

### Campeonatos nacionales
| Título           | Equipo       | País     | Año  |
| ---------------- | ------------ | -------- | ---- |
| Segunda División | Nacional     | Paraguay | 2003 |
| Torneo Clausura  | Nacional     | Paraguay | 2009 |
| Torneo Apertura  | Nacional     | Paraguay | 2011 |
| Torneo Apertura  | Nacional     | Paraguay | 2013 |
| Segunda División | 3 de Febrero | Paraguay | 2017 |

### Distinciones
- SubCampeón de la Copa Libertadores 2014 con el Club Nacional.